# NA Hussein Dey
Nasr Athlétique de Hussein Dey w skrócie NA Hussein Dey (ar. نصرية حسين ديه الرياضي) – algierski klub piłkarski z siedzibą w Algierze, grający w drugiej, a niegdyś w pierwszej lidze algierskiej.

## Sukcesy
- I liga[1]:
  - mistrzostwo (1): 1967.

- Puchar Algierii[2]:
  - zwycięstwo (1): 1979.
  - finał (3): 1968, 1977, 1982.

- Puchar Zdobywców Pucharów[3]:
  - finał (1): 1978.

## Występy w afrykańskich pucharach
| Sezon     | Rozgrywki                 | Runda              | Kraj                     | Klub                         | Dom | Wyjazd | Dwumecz |
| --------- | ------------------------- | ------------------ | ------------------------ | ---------------------------- | --- | ------ | ------- |
| 1978      | Puchar Zdobywców Pucharów | 1                  |                          | Al-Madina SC                 | 2–1 | 1–1    | 3–2     |
| 1978      | Puchar Zdobywców Pucharów | ćwierćfinał        |                          | Inter Club Brazzaville       | 3–0 | 2–1    | 5–1     |
| 1978      | Puchar Zdobywców Pucharów | półfinał           | Zambia                   | Mufulira Wanderers           | 1–0 | 1–2    | 2–2     |
| 1978      | Puchar Zdobywców Pucharów | finał              | Gwinea                   | Horoya AC                    | 1–3 | 1–2    | 2–5     |
| 1980      | Puchar Zdobywców Pucharów | 1                  | Mauretania               | ACS Ksar                     | 7–0 | 0–1    | 7–1     |
| 1980      | Puchar Zdobywców Pucharów | 2                  | Senegal                  | Casa Sports                  | 2–0 | 0–1    | 2–1     |
| 1980      | Puchar Zdobywców Pucharów | ćwierćfinał        | Ghana                    | Sekondi Eleven Wise FC       | 4–1 | 1–1    | 5–2     |
| 1980      | Puchar Zdobywców Pucharów | półfinał           | Wybrzeże Kości Słoniowej | Africa Sports National       | 2–2 | 0–1    | 2–3     |
| 1994      | Puchar Zdobywców Pucharów | 1                  | Mali                     | Djoliba Athletic Club        | 2–0 | 0–0    | 2–0     |
| 1994      | Puchar Zdobywców Pucharów | 2                  | Nigeria                  | BCC Lions FC                 | 0–2 | 0–2    | 0–4     |
| 2006      | Puchar Konfederacji       | 1                  | Wybrzeże Kości Słoniowej | Séwé Sport San-Pédro         | 3–1 | 0–1    | 3–2     |
| 2006      | Puchar Konfederacji       | 2                  | Senegal                  | AS Douanes                   | 2–0 | 1–1    | 3–1     |
| 2006      | Puchar Konfederacji       | 3                  | Maroko                   | FAR Rabat                    | 1–0 | 0–2    | 1–2     |
| 2018/2019 | Puchar Konfederacji       | wstępna            | Kongo                    | CSMD Diables Noirs           | 2–0 | 1–1    | 3–2     |
| 2018/2019 | Puchar Konfederacji       | 1                  | Zambia                   | Green Eagles FC              | 2–1 | 0–0    | 2–1     |
| 2018/2019 | Puchar Konfederacji       | play-off           | Libia                    | Al-Ahly Benghazi             | 3–1 | 0–1    | 3–2     |
| 2018/2019 | Puchar Konfederacji       | gr. D (3. miejsce) | Egipt                    | Zamalek SC                   | 0–0 | 1–1    | 1–1     |
| 2018/2019 | Puchar Konfederacji       | gr. D (3. miejsce) | Kenia                    | Gor Mahia                    | 1–0 | 0–2    | 1–2     |
| 2018/2019 | Puchar Konfederacji       | gr. D (3. miejsce) | Angola                   | Atlético Petróleos de Luanda | 2–1 | 0–2    | 2–3     |

## Stadion
Domowe mecze klub rozgrywa na stadionie o nazwie Stade Frères Zioui w Algierze. Stadion może pomieścić 7000 widzów.